# 327 v. Chr.
Portal Geschichte | Portal Biografien | Aktuelle Ereignisse | Jahreskalender | Tagesartikel

◄ |
5. Jahrhundert v. Chr. |
4. Jahrhundert v. Chr. |
3. Jahrhundert v. Chr. |
►

◄ | 340er v. Chr. | 330er v. Chr. | 320er v. Chr. | 310er v. Chr. |
300er v. Chr. |
►

◄◄ | ◄ | 330 v. Chr. | 329 v. Chr. | 328 v. Chr. | 327 v. Chr. |
326 v. Chr. |
325 v. Chr. |
324 v. Chr. |
► |
►►

## Ereignisse
- Alexanderzug: Alexander der Große erobert während des sogdianischen Aufstandes die als uneinnehmbar geltende Bergfestung des Sogdischen Felsens. Der Aufstand wird niedergeschlagen, woraufhin sich Alexander Richtung Indien wendet. Für den geplanten Feldzug lässt er 30.000 Perser und Bakterer zu Phalanx-Kämpfern ausbilden.
- Alexander heiratet die baktrische Prinzessin Roxane und lässt seinen ehemaligen Gefährten Kallisthenes lebenslang einsperren, weil dieser sich weigert, sich vor Alexander zu Füßen zu werfen (Proskynese).
- Pagenverschwörung gegen Alexander den Großen.

## Geboren
- Herakles, illegitimer Sohn Alexanders des Großen († 309 v. Chr.)

## Gestorben
- um 327 v. Chr.: Kallisthenes von Olynth, Historiograph (* um 370 v. Chr.)